# Oupeye
Oupeye (valonă Oûpêye) este o comună francofonă din regiunea Valonia din Belgia. Comuna este formată din localitățile Oupeye, Haccourt, Hermalle-sous-Argenteau, Hermée, Heure-le-Romain, Houtain-Saint-Siméon și Vivegnis. Suprafața totală a comunei este de 36,11 km². La 1 ianuarie 2008 comuna avea o populație totală de 23.669 locuitori. 